# Hyttefadet (Skagen)
Hyttefadet er en restaurant, og det eneste diskotek i Gammel Skagen. Restauranten har åbent året rundt, mens diskoteket i kælderen kun har åben få uger om sommeren. De drives som to forskellige enheder med forskellige ejere.

## Historie
Tømrer Jarl Andersen begyndte i 1974 opførslen af Hyttefadet, og han kunne 1. maj 1975 kl. 10 indvie stedet med restaurant i stueetagen og diskotek i kælderen. "Hytten" som stedet blev kaldt, blev hurtigt kendt som stedet hvor de mange velhavende turister i Skagen søgte hen om aftenen og natten. I midten af 2000'erne solgte Jarl Andersen restaurantdelen fra, for at fokusere på diskoteket i kælderen, der nu kun havde åben få uger i sommerperioden.
Efter salget af restauranten til nye ejere, blev standarden i køkkenet hævet, og der kom fisk og danske retter på menukortet. Nogle måneder om sommeren drives der også et pizzeria fra Hyttefadet.
Grundlægger af "Hytten" Jarl Andersen drev diskoteket frem til sin død i marts 2013. Efter flere ombygninger og udvidelser, kan der nu være 350 personer i kælderen. Et reserveret bord på diskoteket kan godt løbe op i over 30.000 kr. I de to uger i juli hvor diskoteket har åbent, betjenes de cirka 5.000 gæster af 20 ansatte. H.K.H. Kong Frederik besøger stedet cirka hvert andet år, og på hans faste bord ved nødudgangen er påmalet et Dannebrog.